# Flottenkommando
Das Flottenkommando (FlottenKdo; FlKdo) war von 1956 bis zum 30. September 2012 eine Höhere Kommandobehörde der Deutschen Marine mit Sitz in Glücksburg-Meierwik bei Flensburg und Hauptquartier des Befehlshabers der Flotte.
Im Zuge der Neuausrichtung der Bundeswehr wurden 2012 die vorherigen drei höheren Stäbe der Marine aufgelöst. Diese waren der Führungsstab der Marine, das Flottenkommando und das Marineamt. Die Führung der Marine und der zu ihr gehörenden Flotteneinheiten obliegt seit dem 1. Oktober 2012 dem Marinekommando in Rostock.

## Geschichte
In den verschiedenen deutschen Marinen der Vergangenheit sind die größeren Kampfschiffe meist unter der Bezeichnung Flotte zusammengefasst worden, so zum Beispiel in der Kaiserlichen Marine unter dem Namen Hochseeflotte. Die Befehlshaber trugen traditionell die Bezeichnung Flottenchef, die auch heute noch gelegentlich inoffiziell gebraucht wird. Der Stab des Flottenchefs trug die Bezeichnung Flottenkommando.
Mit Aufstellung der Bundesmarine 1956 wurde als nationale Führungsstelle am 15. Juni 1956 das Kommando der Seestreitkräfte (Kdo Seestreitkräfte) in Sengwarden bei Wilhelmshaven aufgestellt, das am 5. März 1958 zunächst in Kommando der Flotte (Kdo der Flotte) und zum 1. Januar 1967 in Flottenkommando umbenannt wurde. Erster Kommandeur (später Befehlshaber) war Konteradmiral Rolf Johannesson. Zum 1. Dezember 1960 erfolgte der Umzug des Flottenkommandos an seinen neuen Standort Glücksburg-Meierwik am Rande von Flensburg-Mürwik, nahe dem dortigen Marinestützpunktkommando Flensburg-Mürwik.
Die deutschen Seestreitkräfte waren zunächst für den Einsatz der NATO unterstellt, so dass das Flottenkommando nur eine administrative Funktion hatte. Dem Befehlshaber der Flotte waren mit den Befehlshabern der Seestreitkräfte Nordsee (BSN) und Ostsee (BSO) zunächst truppendienstlich zwei weitere Kommandos unterstellt, die jedoch für die Einsatzführung direkt der NATO unterstanden. Das Kommando BSO wurde bereits am 31. August 1961 aufgelöst und seine Führungsaufgaben gingen auf das Flottenkommando über. Der BSN bestand bis 1993 fort und führte die NATO-Bezeichnung Commander German North Sea Subarea (COMGERNORSEA). Er unterstand seit August 1961 direkt dem Befehlshaber der Flotte. Sein Dienstort war Sengwarden bei Wilhelmshaven.
Gleichzeitig wurde 1961 die NATO-Kommandostruktur in Nordeuropa den Veränderungen angepasst, die durch die deutsche Wiederbewaffnung und die Aufstellung der Bundesmarine als größter NATO-Seemacht im Ostseeraum entstanden waren. Das Flottenkommando erhielt neben der nationalen Funktion eine Aufgabe als ein der NATO assigniertes Hauptquartier, der Befehlshaber der Flotte führte die NATO-Bezeichnung Flag Officer Germany (FOG). Erster FOG war Konteradmiral Smidt. In dieser Funktion unterstand er dem am 6. Dezember 1961 aufgestellten NATO-Befehlshaber Seestreitkräfte Ostseezugänge (Commander Naval Forces Baltic Approaches, COMNAVBALTAP) in Karup/Dänemark, dessen Position abwechselnd von einem dänischen und einem deutschen Vizeadmiral wahrgenommen wurden. Der BSN/COMGERNORSEA war dem Befehlshaber der Flotte einsatzmäßig und truppendienstlich unterstellt. Diese Funktionen entfielen im Zuge der schrittweisen Verkleinerung der NATO-Kommandostruktur nach Ende des Ost-West-Konflikts.

## Auftrag

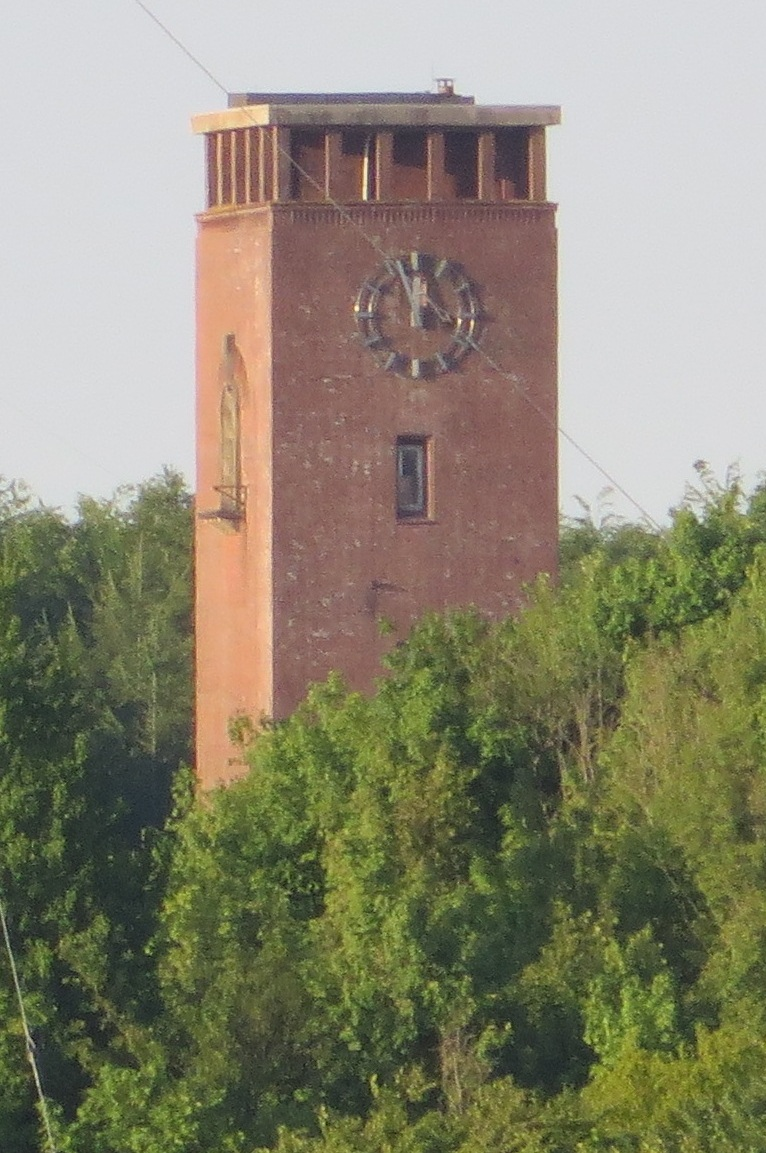
Uhrenturm des Flottenkommandos (2014)

### Truppendienstliche Führung
Der Befehlshaber der Flotte war truppendienstlicher und Disziplinarvorgesetzter der ihm unterstellten Dienststellen. Er war verantwortlich dafür, dass die Verbände und Einheiten für Einsätze vorbereitet werden. Dazu gehörten die personelle Besetzung, die Ausrüstung und die Ausbildung. Die der nationalen, truppendienstlichen Führung des Flottenkommandos unterstellten See- und Seeluftstreitkräfte der Marine waren in Einsatzflottillen und Marinefliegergeschwadern zusammengefasst.

### Einsatzführung
Während das Flottenkommando in der Zeit des Kalten Krieges für die NATO die Einsätze der deutschen Flotte und verbündeter Kräfte in einem definierten geographischen Verantwortungsbereich zu führen hatte, ist diese Aufgabe nach 1990 entfallen. Auch wurde die NATO-Assignierung im Rahmen mehrerer Anpassungen der NATO-Kommandostruktur aufgehoben. Stattdessen führte das Flottenkommando Marineeinheiten in Auslandseinsätzen der Bundeswehr, sofern die daran beteiligten Einheiten nicht dem Einsatzführungskommando bei Potsdam unterstellt wurden. Außerdem stand es für maritime Führungsaufgaben bei militärischen Operationen der Europäischen Union zur Verfügung. Auch wurden alle deutschen Seestreitkräfte, die an Übungen und Manövern in See teilnehmen, vom Flottenkommando direkt geführt.
Das Flottenkommando war als SAR-Leitstelle für den Einsatz militärischer Rettungshubschrauber im Bereich der deutschen Küstengewässer, in Schleswig-Holstein und in Hamburg zuständig.

## Ehemalige Gliederung
Dem Befehlshaber der Flotte waren die schwimmenden und fliegenden Verbände der Marine unterstellt. Er trug den Dienstgrad Vizeadmiral und unterstand truppendienstlich dem Inspekteur der Marine im Bundesministerium der Verteidigung. Die NATO-Bezeichnung des Befehlshabers der Flotte lautete Commander-in-Chief German Fleet (CINCGERFLEET), für das Flottenkommando Maritime Headquarters Gluecksburg (MHQ Gluecksburg).
In der Führungsorganisation der Bundeswehr war das Flottenkommando eines der Führungskommandos der Teilstreitkräfte und Organisationsbereiche neben dem Heeresführungskommando, dem Luftwaffenführungskommando, dem Sanitätsführungskommando und dem Streitkräfteunterstützungskommando.
Ansonsten sah die Gliederung wie folgt aus:
- Befehlshaber der Flotte[4]
  - Gleichstellungsbeauftragte der Flotte
  - Stellvertretender Befehlshaber der Flotte
    - Chef des Stabes
      - Zentralbüro
      - M1 – Personal
      - M2 – Militärisches Nachrichtenwesen
      - M3 – Einsatz
        - Marineschifffahrtleitung[5]
        - SAR-Leitstelle

      - M4 – Logistik
      - M5 – Grundsatz und Einsatzplanung
      - M6 – Führungsunterstützung
      - M7 – Ausbildung, Übungen, Auswertung, Nautik
      - M8 – Verwaltung
      - M Air – Marineflieger
      - Abteilung Admiralarzt Marine
      - Einsatzstab
      - Führungsunterstützungsgruppe
        - Marinehauptquartier (MHQ)
        - Marineführungsunterstützungszentrum A
        - Marineführungsunterstützungszentrum B, Wilhelmshaven
        - Marineführungsunterstützungszentrum C (Marinefunksendestelle Rhauderfehn)

      - Geoinformationsdienst[6]
      - Organisation Flotte

    - Admiralarzt der Marine[7]
    - Beauftragter Marineflieger
    - Militärseelsorge
    - Operatives Controlling
    - Presse- und Informationszentrum der Marine[8]
      - Marinemusikkorps Nordsee, Wilhelmshaven[9]
      - Marinemusikkorps Ostsee, Kiel[10]
      - Truppenbesuchszentrum Kiel[11]

    - Rechtsberater und Wehrdisziplinaranwalt

Diese Gliederung bestand bis ungefähr 2001.
- Befehlshaber der Flotte
  - Militärseelsorge
  - Rechtsberater und Wehrdisziplinaranwalt
  - Stellvertretender Befehlshaber der Flotte und Chef des Stabes
    - A1 – Personal
      - Presse- und Informationszentrum der Flotte

    - A2 – Nachrichten
    - A3 – Organisation
    - A4 – Logistik
    - A6 – Fernmelde/Datenverarbeitung
    - Abteilung Geophysik
    - Abteilung Sanitätsdienst
    - Abteilung Verwaltung
    - Kommandant Stabsquartier
    - Operationsabteilung
      - Planung
      - Einsatzleitung
      - Auswertung

Diese Gliederung bestand bis 2006 und wurde im Zuge der Transformation der Bundeswehr durch die bis zur Auflösung bestehende Gliederung abgelöst.
- Befehlshaber der Flotte
  - Militärseelsorge
  - Operatives Controlling
  - Rechtsberater und Wehrdisziplinaranwalt
  - Stellvertretender Befehlshaber der Flotte und Chef des Stabes

- M1 – Personal
- M2 – Nachrichten
- Director Operations
  - M3 – Einsatzführung
  - M5 – Grundsatz und Einsatzplanung
  - M7 – Übung und Auswertung

- M4 – Logistik
- M6 – Fernmelde/Datenverarbeitung
- M8 – Verwaltung
- Geophysikalischer Informationsdienst
- Sanitätsdienst
- Führungsunterstützungsgruppe

- Admiralarzt der Marine
- Presse- und Informationszentrum der Marine

## Organisation der Flotte
- Einsatzflottille 1, Kiel[12]
  - Centre of Excellence for Operations in Confined and Shallow Waters
  - 1. Korvettengeschwader, Warnemünde
  - 1. Ubootgeschwader, Eckernförde
  - 3. Minensuchgeschwader, Kiel
  - 7. Schnellbootgeschwader, Warnemünde
  - Spezialisierte Einsatzkräfte Marine, Eckernförde
  - Marineschutzkräfte, Eckernförde
- Einsatzflottille 2, Wilhelmshaven[13]
  - 2. Fregattengeschwader
  - 4. Fregattengeschwader
  - Trossgeschwader
- Marinefliegergeschwader 3 „Graf Zeppelin“, Nordholz[14]
- Marinefliegergeschwader 5, Kiel
- Schifffahrtmedizinisches Institut der Marine, Kiel-Kronshagen[15]

Im Jahre 1985 waren dem Flottenkommando folgende truppendienstlich Dienststellen unterstellt:
- Marineführungsdienstkommando, Kiel
  - Marinefernmeldeabschnitt 1, Glücksburg
  - Marinefernmeldeabschnitt 2, Wilhelmshaven
  - Marinefernmeldestab 70, Flensburg-Mürwik
- Zerstörerflottille, Wilhelmshaven
  - 1. Zerstörergeschwader, Kiel
  - 2. Zerstörergeschwader, Wilhelmshaven
  - 2. Geleitgeschwader, Wilhelmshaven
  - 4. Fregattengeschwader, Wilhelmshaven
  - Flottendienstgeschwader, Flensburg-Mürwik
- Schnellbootflottille, Flensburg-Mürwik
  - 2. Schnellbootgeschwader, Olpenitz
  - 3. Schnellbootgeschwader, Flensburg-Mürwik
  - 5. Schnellbootgeschwader, Olpenitz
  - 7. Schnellbootgeschwader, Kiel
- Marinefliegerdivision, Kiel-Holtenau
  - Marinefliegergeschwader 1, Schleswig-Jagel
  - Marinefliegergeschwader 2, Tarp-Eggebek
  - Marinefliegergeschwader 3 „Graf Zeppelin“, Nordholz
  - Marinefliegergeschwader 5, Kiel-Holtenau
- Flottille der Minenstreitkräfte, Wilhelmshaven
  - Minentaucherkompanie, Eckernförde
  - 1. Minensuchgeschwader, Flensburg
  - 3. Minensuchgeschwader, Kiel
  - 4. Minensuchgeschwader, Wilhelmshaven
  - 5. Minensuchgeschwader, Olpenitz
  - 6. Minensuchgeschwader, Wilhelmshaven
  - 7. Minensuchgeschwader, Neustadt in Holstein
- Ubootflottille, Kiel
  - Ubootlehrgruppe, Neustadt in Holstein
  - 1. Ubootgeschwader, Kiel
  - 3. Ubootgeschwader, Eckernförde
- Amphibische Gruppe, Kiel
  - Kampfschwimmerkompanie, Eckernförde
  - Strandmeisterkompanie, Eckernförde
  - Landungsbootgruppe, Kiel
- Versorgungsflottille, Cuxhaven
  - 1. Versorgungsgeschwader, Kiel
  - 2. Versorgungsgeschwader, Wilhelmshaven
- Befehlshaber der Seestreitkräfte Nordsee (BSN)
- Seetaktische Lehrgruppe, Wilhelmshaven

Diese Organisation bestand bis 2006 und wurde im Zuge der Transformation der Bundeswehr umstrukturiert.
- Zerstörerflottille, Wilhelmshaven
  - 1. Fregattengeschwader
  - 2. Fregattengeschwader
  - 4. Fregattengeschwader
  - 6. Fregattengeschwader
  - Troßgeschwader, Wilhelmshaven
- Schnellbootflottille, Warnemünde
  - 2. Schnellbootgeschwader
  - 7. Schnellbootgeschwader
- Flottille der Marineflieger, Kiel-Holtenau
  - Marinefliegergeschwader 3 „Graf Zeppelin“, Nordholz
  - Marinefliegergeschwader 5, Kiel-Holtenau
- Flottille der Minenstreitkräfte, Olpenitz
  - 1. Minensuchgeschwader
  - 3. Minensuchgeschwader
  - 5. Minensuchgeschwader
  - Spezialisierte Einsatzkräfte der Marine, Eckernförde
  - Marineschutzkräfte, Eckernförde
- Ubootflottille, Eckernförde
  - 1. Ubootgeschwader
  - 2. Ubootgeschwader
  - Ausbildungszentrum Uboote
- Schifffahrtsmedizinisches Institut der Marine, Kiel-Kronshagen

## Befehlshaber
Die Bezeichnung des militärischen Vorgesetzten der Flotte wechselte in den Anfangsjahren mehrfach. Nacheinander galten die Bezeichnungen Kommandeur der Seestreitkräfte, Kommandeur der Flotte, Befehlshaber der Seestreitkräfte und später Befehlshaber der Flotte. Der Befehlshaber der Flotte trug seit Mitte der 1960er Jahre den Dienstgrad eines Vizeadmirals.
| Nr. | Name                               | Beginn der Amtszeit | Ende der Amtszeit | Bemerkungen |
| --- | ---------------------------------- | ------------------- | ----------------- | --- |
| 19  | Konteradmiral Michael Mollenhauer  | 1. Juli 2011        | 30. Sep. 2012     | Stellvertretender Befehlshaber, mit der Wahrnehmung der Geschäfte beauftragt                                    |
| 18  | Vizeadmiral Manfred Nielson        | 1. Juli 2010        | 30. Juni 2011     | |
| 17  | Vizeadmiral Hans-Joachim Stricker  | 2006                | 2010              | |
| 16  | Vizeadmiral Wolfgang E. Nolting    | 2003                | 2006              | anschließend Inspekteur der Marine                                                                              |
| 15  | Vizeadmiral Lutz Feldt             | 2000                | 2003              | anschließend Inspekteur der Marine                                                                              |
| 14  | Vizeadmiral Dirk Horten            | 1995                | 2000              | |
| 13  | Vizeadmiral Hans-Rudolf Boehmer    | 1993                | 1995              | anschließend Inspekteur der Marine                                                                              |
| 12  | Vizeadmiral Dieter Franz Braun     | 1990                | 1993              | |
| 11  | Vizeadmiral Klaus Rehder           | 1986                | 1990              | |
| 10  | Vizeadmiral Hans-Joachim Mann      | 1985                | 1986              | zuvor Stellvertretender Befehlshaber, anschließend Inspekteur der Marine                                        |
| 9   | Vizeadmiral Günter Fromm           | 1978                | 1985              | zuvor Stellvertretender Befehlshaber und längste Dienstzeit als „Flottenchef“ in der deutschen Marinegeschichte |
| 8   | Vizeadmiral Hans-Helmut Klose      | 1975                | 1978              | zuvor Stellvertretender Befehlshaber                                                                            |
| 7   | Vizeadmiral Paul Hartwig           | 1972                | 1975              | zuvor Stellvertretender Befehlshaber                                                                            |
| 6   | Vizeadmiral Armin Zimmermann       | 1970                | 1972              | anschließend Generalinspekteur der Bundeswehr                                                                   |
| 5   | Vizeadmiral Karl Hetz              | 1966                | 1970              | |
| 4   | Vizeadmiral Heinrich Gerlach       | 1963                | 1966              | zunächst als Konteradmiral                                                                                      |
| 3   | Konteradmiral Karl E. Smidt        | 1961                | 1963              | erster Flag Officer Germany, zunächst als Flottillenadmiral                                                     |
| 2   | Konteradmiral Rolf Johannesson     | 1957                | 1961              | anfangs Flottillenadmiral                                                                                       |
| 1   | Flottillenadmiral Max-Eckart Wolff | 1956                | 1957              | führte als Chef des Stabes das Kommando der Seestreitkräfte kommissarisch, zunächst als Kapitän zur See         |

Zwischenzeitlich wurde dem Stellvertreter des Inspekteurs der Marine die Bezeichnung Befehlshaber der Flotte und Unterstützungskräfte verliehen, so dass es nunmehr einen Befehlshaber der Flotte im Marinekommando gibt. Ab 1. April 1992 war der Stellvertreter auch zeitgleich Chef des Stabes.

### Stellvertreter (ab 04.92 zugleich Chef des Stabes)
- Kapitän zur See Helmut Neuss: von September 1961 bis November 1961 mit der Wahrnehmung der Geschäfte beauftragt
- Kapitän zur See/Flottillenadmiral Helmut Neuss: von Dezember 1961 bis März 1963
- Kapitän zur See/Flottillenadmiral Carl-Heinz Birnbacher: von April 1963 bis September 1964
- Kapitän zur See/Flottillenadmiral Günter Kuhnke: von Oktober 1964 bis März 1966
- Konteradmiral Albrecht Obermaier: von April 1966 bis März 1967
- Konteradmiral Günther Reeder: von April 1967 bis September 1968
- Konteradmiral Carl-Heinz Birnbacher: von Oktober 1968 bis September 1970
- Konteradmiral Paul Hartwig: von Oktober 1970 bis März 1972, anschließend Befehlshaber
- Konteradmiral Hans-Helmut Klose: von April 1972 bis September 1975, anschließend Befehlshaber
- Konteradmiral Joachim-Albrecht von Holleuffer: von Oktober 1975 bis März 1977
- Flottillenadmiral Günter Fromm: von April 1977 bis September 1978 mit der Wahrnehmung der Geschäfte beauftragt, anschließend Befehlshaber
- Konteradmiral Hanshermann Vohs: von Oktober 1978 bis März 1980
- Konteradmiral Helmut Kampe: von April 1980 bis März 1983
- Konteradmiral Hans-Joachim Mann: von April 1983 bis März 1985, anschließend Befehlshaber
- Konteradmiral Gustav Carl Liebig: von April 1985 bis September 1987
- Konteradmiral Jürgen Dubois: von Oktober 1987 bis September 1989
- Konteradmiral Hans-Jochen Meyer-Höper: von Oktober 1989 bis März 1993
- Konteradmiral Hans Lüssow: von April 1993 bis März 1995
- Flottillenadmiral Diether Hülsemann: von April 1985 bis März 1998
- Konteradmiral Rainer Feist: von April 1998 bis März 2000
- Konteradmiral Ulrich Otto: von April 2000 bis Februar 2003
- Konteradmiral Gottfried Hoch: von März 2003 bis September 2008
- Konteradmiral Andreas Krause: von Oktober 2008 bis September 2009
- Flottillenadmiral Michael Mollenhauer: von Oktober 2009 bis Juni 2011, anschließend Befehlshaber
- Flottillenadmiral Georg Freiherr von Maltzan: von Juli 2011 bis zur Auflösung

### Chef des Stabes (bis 03.92)
- Kapitän zur See/Flottillenadmiral Max-Eckart Wolff: von der Aufstellung bis Juni 1957, zugleich kommissarisch Befehlshaber
- Kapitän zur See Kurt Thoma: von Juni 1957 bis Dezember 1957
- Kapitän zur See Gustav Forstmann: von Dezember 1957 bis November 1959
- Kapitän zur See Heinrich Erdmann: von Dezember 1959 bis Juli 1960
- Kapitän zur See Helmut Neuss: von August 1960 bis März 1962, von September 1961 bis März 1962 zeitgleich Stellvertretender Befehlshaber
- Kapitän zur See Gert Jeschonnek: von April 1962 bis März 1963
- Kapitän zur See Friedrich Kemnade: von April 1963 bis September 1963
- Kapitän zur See Erich Topp: von Oktober 1963 bis Juni 1965
- Kapitän zur See Berthold Jung: von Juli 1965 bis Februar 1966
- Kapitän zur See Helmut Lorenz: von Februar 1966 bis April 1969
- Kapitän zur See Paul Kriebel: von April 1969 bis Oktober 1969
- Kapitän zur See Dirk Stricker: von Oktober 1969 bis März 1973
- Kapitän zur See Rudolf Deckert: von April 1973 bis April 1977
- Kapitän zur See Hansjakob Kratzmair: von April 1977 bis September 1979
- Kapitän zur See Jürgen Dubois: von Oktober 1979 bis März 1982, später Stellvertretender Befehlshaber
- Kapitän zur See Kurt Ziebis: von April 1982 bis September 1987
- Kapitän zur See Hermann Lauer: von Oktober 1987 bis März 1990
- Kapitän zur See Volker Liche: von April 1990 bis März 1992

## Die Kaserne des Flottenkommandos

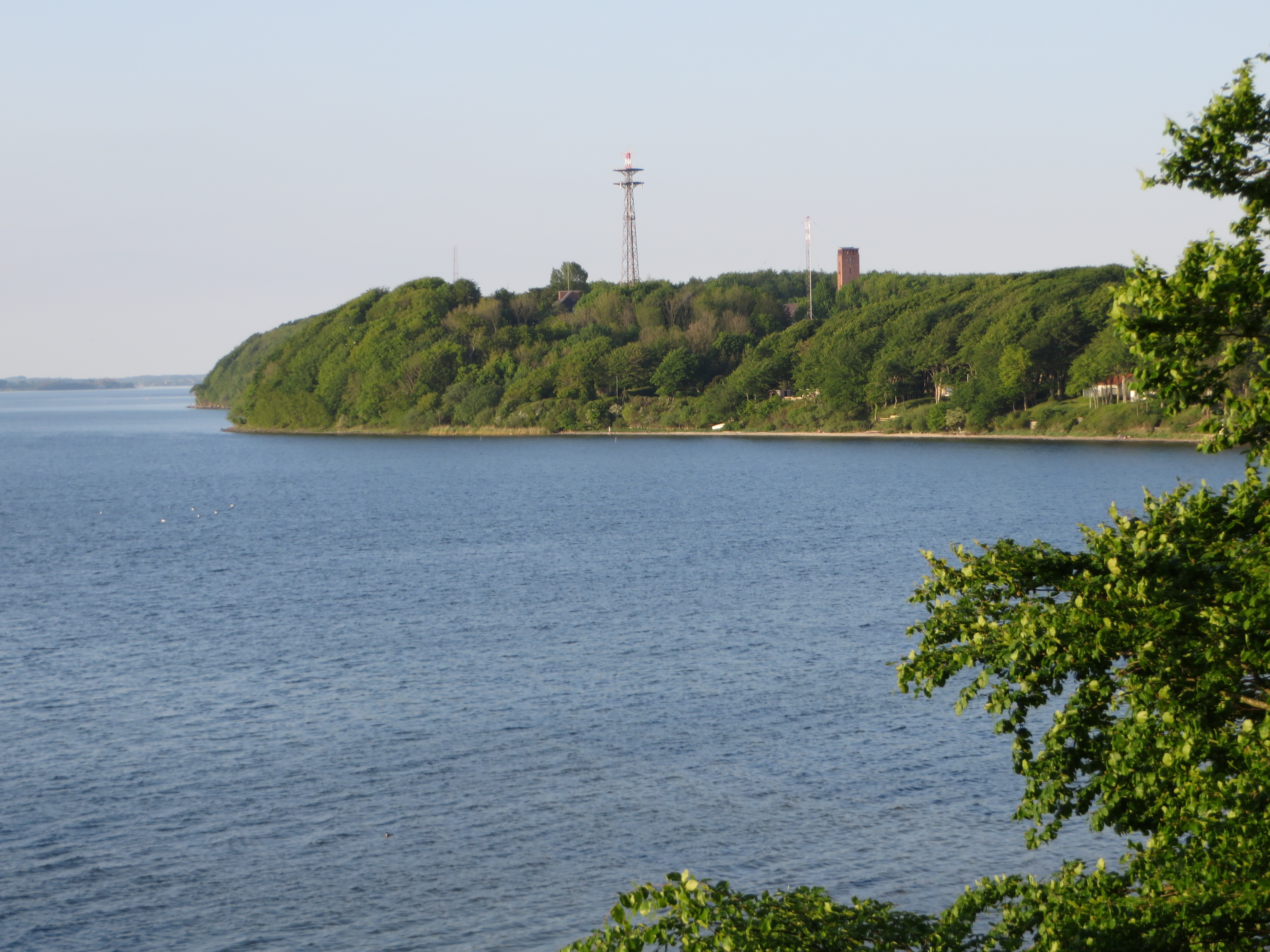
Blick nach Meierwik, Winzigerhuk wo sich die Gebäude Flottenkommando befinden; „Huk“ bedeutet im Norddeutschen: ein Vorsprung im Verlauf einer Küste, eine hervorragende Spitze des Ufers

Das Flottenkommando war in einer Kasernenanlage untergebracht, die vor dem Zweiten Weltkrieg als Teil der Offizierschule der Kriegsmarine entstanden ist. Besagte Kaserne befindet sich in Glücksburg-Meierwik, einem Vorort der Stadt Flensburg, der mit Flensburgs Stadtteil Mürwik verwachsen ist. Die Kaserne liegt etwas abgelegen am östlichen Rand von Meierwik, inmitten des Waldes Wille, westlich vom Quellental. Mit dieser Randlage liegt die Kaserne ungefähr vier Kilometer nordöstlich von Mürwik. Das Kasernengelände befindet sich außerdem oberhalb der Steilküste der Flensburger Förde (Winzigerhuk). In Mürwik waren ab Anfang des 20. Jahrhunderts zahlreiche Marineanlagen entstanden, so auch die Marineschule Mürwik. Die Kaserne in Meierwik wurde 1939 fertiggestellt und diente zunächst nur der Ausbildung für Unteroffizieranwärter der Marine. Ab 1942 erfolgte hier außerdem die Ausbildung von Offizieranwärtern. Hier hatte der Oberbefehlshaber der Kriegsmarine, Generaladmiral Hans-Georg von Friedeburg, sein Quartier und beging am 23. Mai 1945 Suizid durch Zyankali.
Nach der Kapitulation der Wehrmacht 1945 war die Anlage Unterkunft für Displaced Persons (2500 Polen) und ab etwa 1948 Unterkunft für Heimatvertriebene und Flüchtlinge.
1956 übernahm die Bundesmarine die Kaserne. Zu ihr gehörte ein eigener Bootshafen, der in den 1980er-Jahren abgerissen wurde. Das Kantinengebäude, in dem auch die Offiziersmesse und das Mannschaftsheim untergebracht waren, ist seit den 1990er-Jahren dem Verfall preisgegeben. Die verschiedenen Gebäude sind durch unterirdische Gänge verbunden. Auf dem Gelände steht auch ein großer Uhrenturm.
Die Führungszentrale selbst, auch als Marinehauptquartier (MHQ) bezeichnet, befindet sich in einer unterirdischen Schutzbauanlage. Bereits seit den 1980er-Jahren verfügt sie über ein rechnergestütztes Führungssystem. Zum MHQ gehören umfangreiche Fernmeldeanlagen. Schutzbau und Fernmeldeanlagen werden bis zu einem späteren Umzug nach Rostock weiter genutzt. Die Zukunft des Geländes ist ungewiss.